# Železniční trať Kiskőrös–Kalocsa
Železniční trať Kiskőrös–Kalocsa (maďarsky Kiskőrös–Kalocsa-vasútvonal) je maďarská jednokolejná neelektrifikovaná železniční trať, která spojuje města Kiskőrös a Kalocsa. Trať je označována v maďarském jízdním rádu jako trať MÁV 153. Trať byla otevřena v roce 1882.

## Historie
Železniční trať z Kiskőröse do Kalocsi byla otevřena 5. prosince 1882 spolu s tratí z Budapešti do Bělehradu.
Dne 4. března 2007 byl na trati zastaven provoz osobních vlaků. Nákladní doprava na trati funguje dodnes.

## Provozní informace
Maximální rychlost na trati je 60 km/h a v některých místech pouze 30 km/h. Trať i veškeré stanice a zastávky na trati provozuje firma MÁV.

## Doprava
Provoz osobních vlaků byl na trati zajišťován motorovými vozy Bzmot. Nákladní provoz je na trati zajišťován lokomotivami M31 a M44.

## Galerie

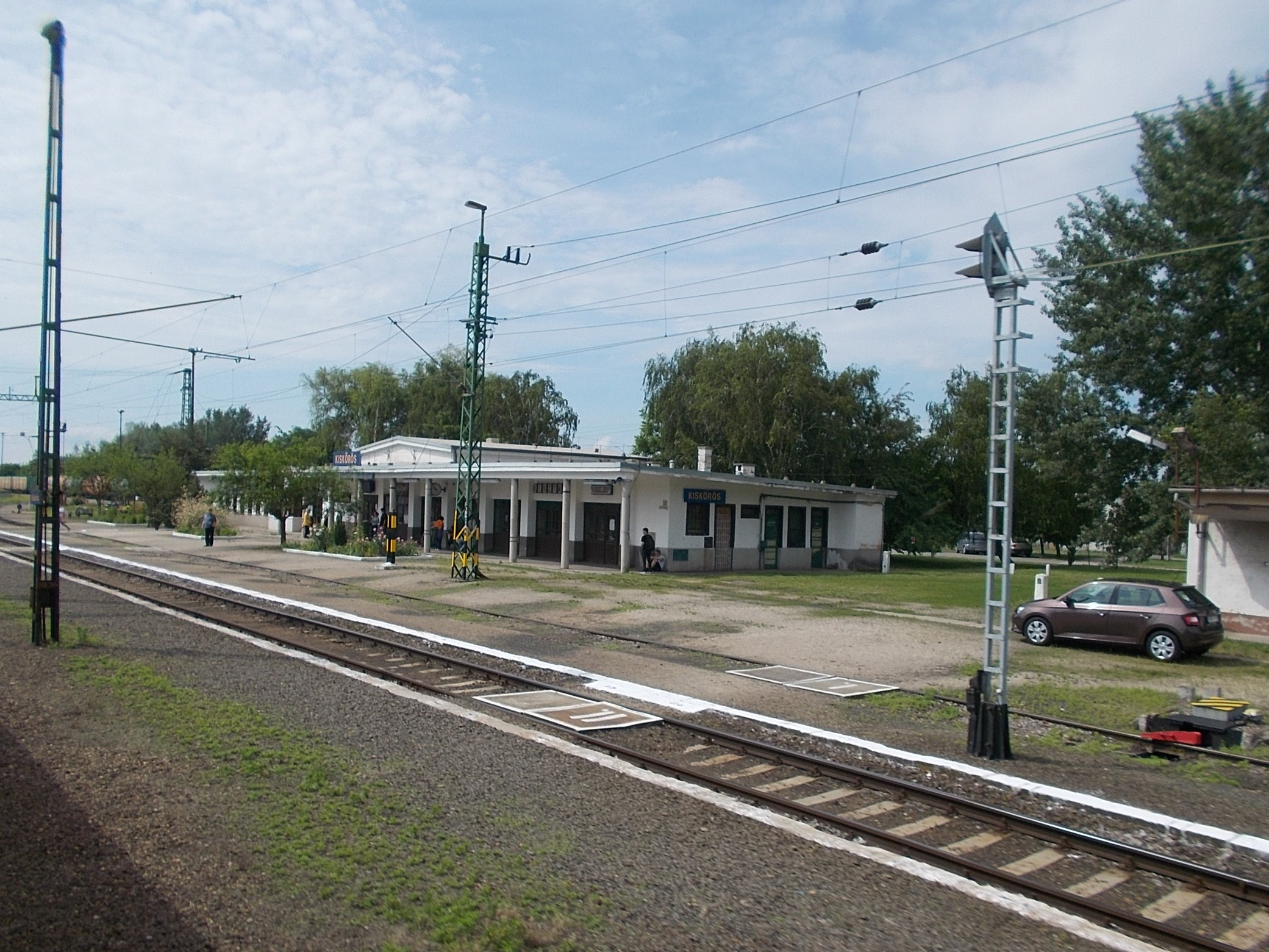
Kiskőrös
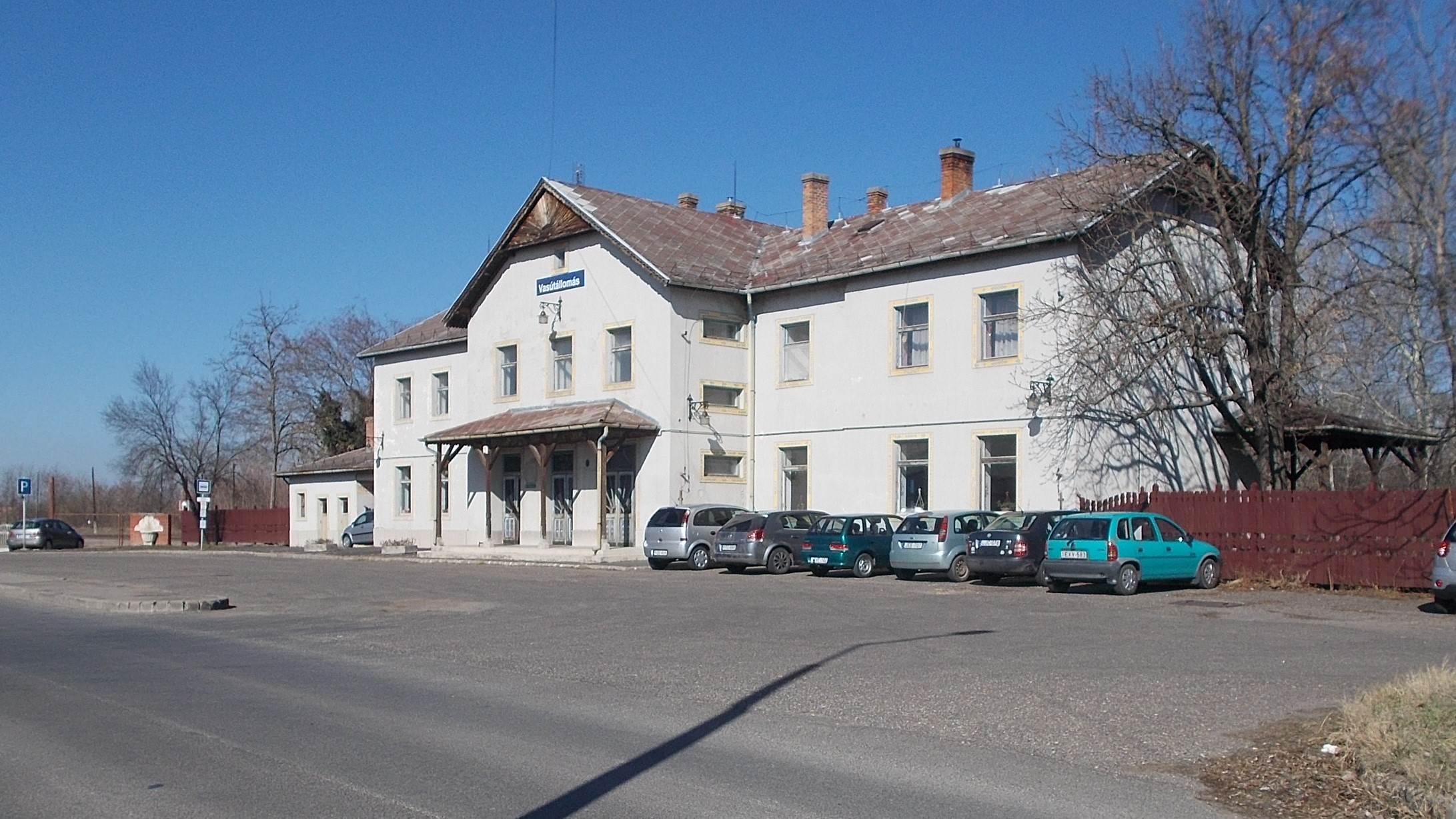
Kalocsa
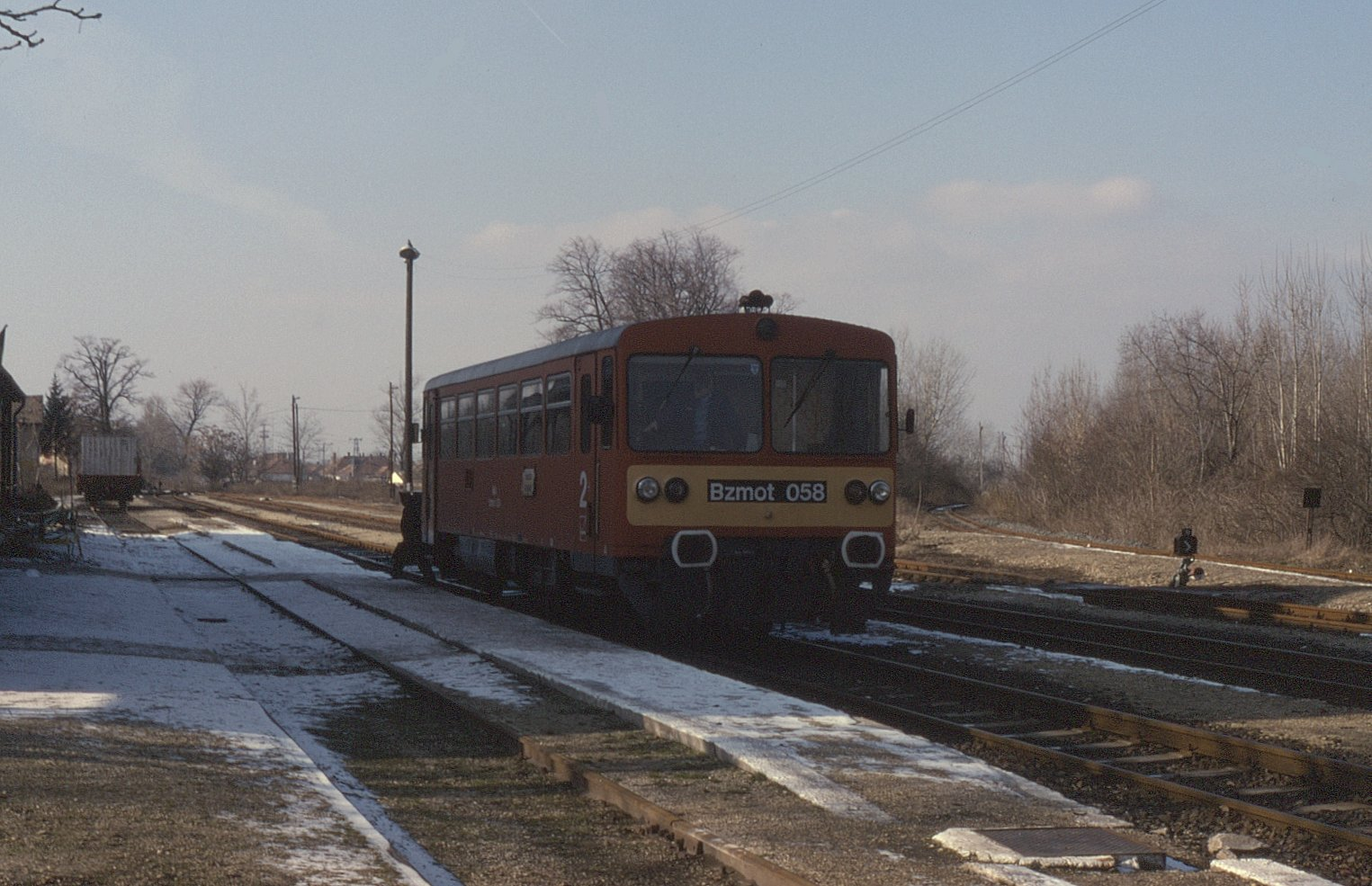
Osobní vlak v Kalocsi